# Renato Queirós
Renato Moreira Nunes de Queirós (Amarante, 20 luglio 1977) è un ex calciatore portoghese, di ruolo attaccante.

## Carriera
Ha giocato nella massima serie dei campionati portoghese ed azero.